# Ядьва
Ядьва — река в России, протекает в Юсьвинском районе Пермского края. Устье реки находится в 25 км по правому берегу реки Исыл. Длина реки составляет 18 км.
Исток реки на Верхнекамской возвышенности в 12 км к северу от села Тимино. Река течёт на юг, затем на юго-восток, всё течение проходит по лесу. Приток — Малая Ядьва (правый). В среднем течении протекает двумя километрами восточнее села Тимино и деревни Деревенькино. Впадает в Исыл в 4 км к северо-востоку от последней.

## Данные водного реестра
По данным государственного водного реестра России относится к Камскому бассейновому округу, водохозяйственный участок реки — Кама от города Березники до Камского гидроузла, без реки Косьва (от истока до Широковского гидроузла), Чусовая и Сылва, речной подбассейн реки — бассейны притоков Камы до впадения Белой. Речной бассейн реки — Кама.
По данным геоинформационной системы водохозяйственного районирования территории РФ, подготовленной Федеральным агентством водных ресурсов:
- Код водного объекта в государственном водном реестре — 10010100912111100008373
- Код по гидрологической изученности (ГИ) — 111100837
- Код бассейна — 10.01.01.009
- Номер тома по ГИ — 11
- Выпуск по ГИ — 1